# Nicholas Kemmer

Nicholas Kemmer (1940er-Jahre)

Nicholas Kemmer, geboren als Nikolai Pawlowitsch Kemmer (* 7. Dezember 1911 in St. Petersburg; † 21. Oktober 1998 in Edinburgh), war ein britischer theoretischer Physiker (Kernphysik) mit russisch-deutschen Wurzeln.
Kemmer war der Sohn des Ingenieurs Paul Kemmer und von Barbara Stutzer. Sie zogen 1916 nach London und 1921 nach Deutschland, wo er die Bismarckschule in Hannover (Abitur 1929) besuchte. Dort nahmen sie auch die deutsche Staatsbürgerschaft an. Er studierte bei Max Born und Werner Heisenberg in Göttingen, wo er 1933 graduierte. Danach ging er nach Zürich, wo er 1936 bei Gregor Wentzel (und  Wolfgang Pauli) promovierte. Er war auch kurz Assistent von Pauli. 1936 bis 1940 lehrte er am Imperial College in London, wo er mit einer Beit Fellowship war, und während des Krieges an der Universität Cambridge, während er gleichzeitig am britischen Atombombenprojekt („Tube Alloys Project“) mitarbeitete, und dabei 1944 bis 1946 in Kanada in den Chalk River Laboratories war. 1942 wurde er britischer Staatsbürger. Nach dem Krieg war er 1946 wieder in Cambridge (zuerst als Fellow des Trinity College, dann als Stokes Lecturer) und arbeitete mit John Cockcroft am britischen Kernreaktor-Projekt. 1953 bis 1979 war er Tait-Professor für theoretische Physik an der Universität Edinburgh (von seinem ehemaligen Lehrer Born ausgesucht, der in Edinburgh in den Ruhestand ging).
1954 wurde er Mitglied der Royal Society of Edinburgh und 1956 der Royal Society. 1966 erhielt er die Hughes-Medaille der Royal Society. 1983 erhielt er die Max-Planck-Medaille.
Kemmer sagte 1938 die Existenz von positiven, negativen und neutralen Pionen voraus (aus seiner ladungssymmetrischen Theorie der Kernkräfte). Für diese Vorhersage erhielt er nach seinem Studenten Freeman Dyson nie die verdiente Anerkennung und war in Cambridge mit einem umfangreichen Lehr-Pensum eingedeckt, so dass er kaum Zeit zu Forschungsarbeiten hatte.
Zu seinen Studenten zählen Abdus Salam, Paul Taunton Matthews, Ron Shaw (der aber bei Salam promovierte, da Kemmer nach Edinburgh ging) und Richard Dalitz.
Er war seit 1947 verheiratet und hatte zwei Söhne und eine Tochter.

## Belege
1. ↑  Laurie M. Brown et al., Nachruf auf Nicholas Kemmer (1911 - 1998), in: Physikalische Blätter 55, 2 (1999), S. 59.
2. ↑  Dyson: George Green and I

| Personendaten    | Personendaten                                  |
| ---------------- | ---------------------------------------------- |
| NAME             | Kemmer, Nicholas                               |
| ALTERNATIVNAMEN  | Kemmer, Nikolaus Pawlowitsch (wirklicher Name) |
| KURZBESCHREIBUNG | britischer Physiker                            |
| GEBURTSDATUM     | 7. Dezember 1911                               |
| GEBURTSORT       | St. Petersburg                                 |
| STERBEDATUM      | 21. Oktober 1998                               |
| STERBEORT        | Edinburgh                                      |